# 송희란
송희란은 대한민국의 가수이다. 2010년 12월 14일 디지털 싱글《이해할 수 없는》으로 데뷔해 활동하고 있다.

## 음반
- 《이해할 수 없는》 (2010년)
- 《A Song For You - Day And Night》 (2011년)
- 《사랑인걸》 (2012년)
- 《One Thing》 (2013년)
- 《기다리는 동안》 (2015년)
- 《그 날들》 (2016년)
- 《BABY》 (2016년)
- 《나는 아직 아이라서》디지털 싱글 (2021년)
- 《Re:boot》 싱글(2021년)
- 《부재》 디지털 싱글(2022년)
- 《That's you》 디지털 싱글(2022년)

### OST
- 《불량 커플 OST》 (2007년)
- 《도레미파솔라시도 OST》 (2008년)
- 《전처가 옆방에 산다 OST》 (2008년)
- 《종합병원 2 OST》 (2008년)

## 활동
- 송희란 싱글발매 단독 쇼케이스 "기다리는 동안"
- 싱글앨범 '기다리는 동안' 발표
- 모세 리메이크곡 '사랑인걸' 발표
- 홍대클럽 打 - A Song For You Smile 단독 콘서트
- 2011년 A Song For You - Day And Night
- 2010년 싱글 1집 '이해할 수 없는' [Digital Single]
- 종합병원2 OST - 파스텔 미소, 드림
- 불량커풀 OST - 달콤한 당신
- 전처가 옆방에 산다 OST - 이별
- 영화 도레미파솔라시도 OST - 도레미파솔라시도(ORIGINAL VER.)
- 이음 FEAT - 연애편지, 연애편지 영어 버전
- 빅뱅(방승철) FEAT.-CRAZY FOR YOU